# Nine Ladies

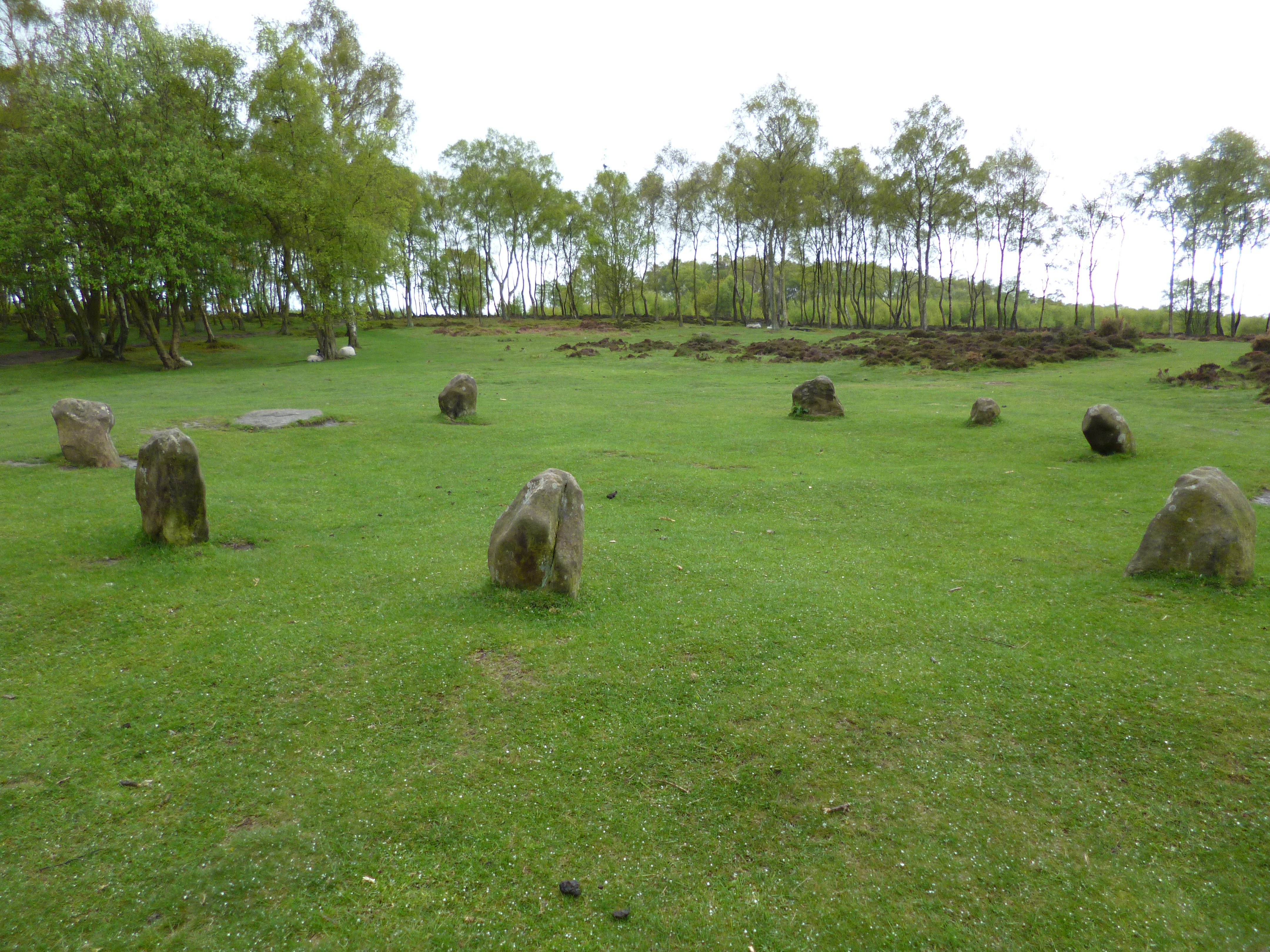
Nine Ladies

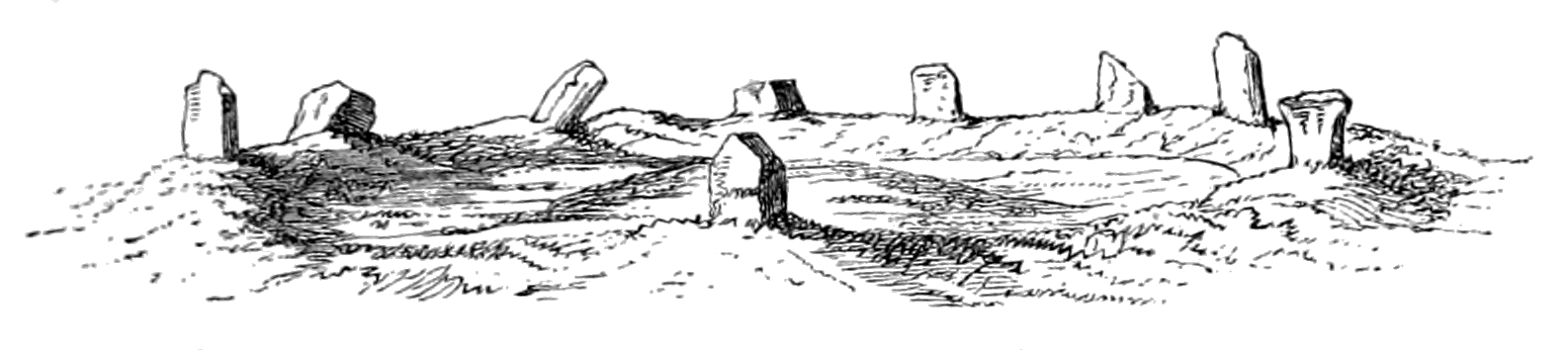
Illustration Nine Ladies In: Rude Stone Monuments von 1872

Nine Ladies im Peak District National Park ist ein leicht ovaler bronzezeitlicher Steinkreis von 11,5 auf 10,5 m Durchmesser, der auf einer Lichtung im Stanton Moor, in Derbyshire, in England liegt. 
Im Kreis standen neun, etwa einen Meter hohe Menhire, mit einer Lücke auf der Südseite. Im Dürresommer des Jahres 1976 wurde unter der Erde liegend der zehnte Stein gefunden. Er ist jetzt sichtbar. Der Kreis wurde auf einem eingeebneten Gelände errichtet. Spuren eines flachen äußeren Walles und eines zentralen Cairns sind vorhanden. 
Der Steinkreis ist eine von vier Megalithanlagen im Stanton Moor. Die Steinkreise am Doll Tor und Park Gate liegen ebenfalls in dem Gebiet. Der zerbrochene „King Stone“ liegt etwa 40,0 Meter südwestlich. Er ist der Rest eines Ring Cairns.
Die Legende besagt, dass die Damen versteinert wurden, als sie an einem Sonntag auf der Heide tanzten.